# Govan
Govan é um distrito da cidade de Glasgow, na Escócia. Foi incorporado na cidade em 1912.
Govan é um grande centro de construção naval, tendo aí sido construídos navios como o HMS Valiant, HMS Renown, HMS Indomitable ou o HMS Berwick.